# Chernigivske
Chernigivske, en ukrainien : Чернігівське (Tchernihivske), est une marque de bière ukrainienne, produite par le groupe AB InBev.

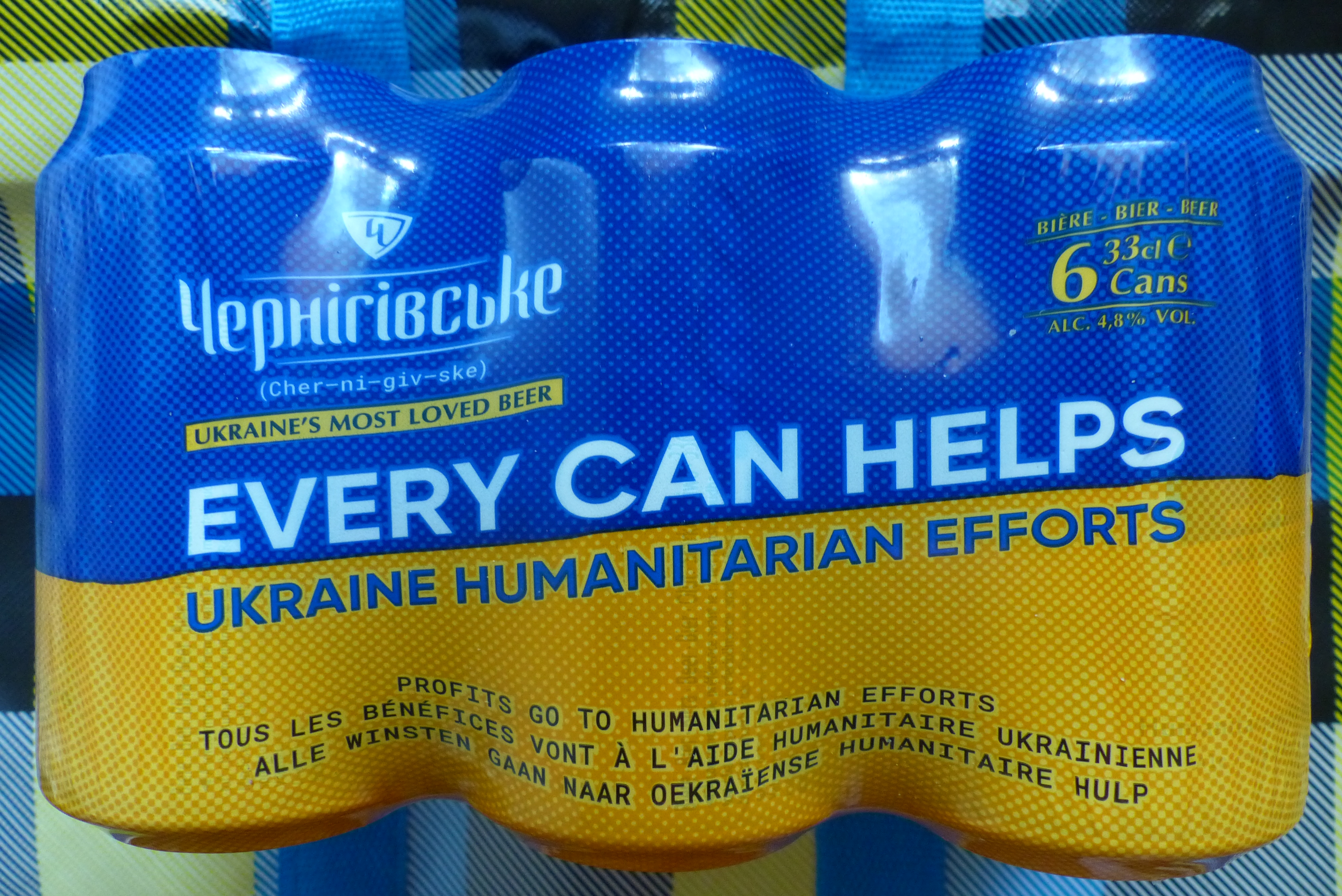
Pack de six canettes de bière Chernihivske.

La bière porte le nom de la ville de Tchernihiv où elle est brassée depuis 1988, année du 1 300e anniversaire de la fondation de la ville. Elle est également produite à Mykolaïv et à Kharkiv.
En avril 2022, AB InBev annonce le brassage et la commercialisation de la Chernihivske à l'étranger, dont la Belgique et la France. La totalité des bénéfices est reversée au profit des réfugiés touchés par l'invasion de l'Ukraine par la Russie.